# Bafo Biyela
Bafo Biyela (né le 11 janvier 1981 à Empangeni et mort le 17 septembre 2012), est un footballeur international sud-africain.

## Biographie
Il meurt des suites d'une longue maladie, le 17 septembre 2012 à l'âge de 31 ans.